# Justin Prentice

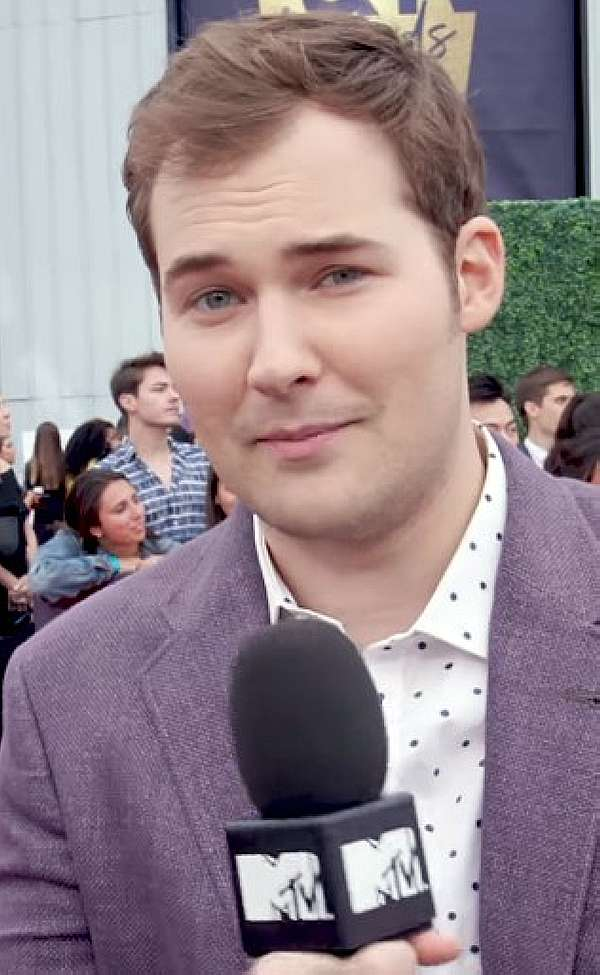
Justin Prentice (2018).

Justin Prentice (* 25. März 1994 in Nashville, Tennessee) ist ein US-amerikanischer Schauspieler.

## Leben und Karriere
Justin Prentice stammt aus Nashville und ist seit 2010 als Schauspieler aktiv, nachdem er nach Los Angeles zog, um dort als Schauspieler zu arbeiten. Seine erste Rolle spielte er bei einem Gastauftritt in der fünften Staffel der Serie Criminal Minds. Weitere Auftritte folgten bald in den Serien Melissa & Joey, The Middle, Victorious, ICarly, Suburgatory, Glee, Navy CIS, Castle, The Mindy Project oder iZombie.
Von 2011 bis 2012 war er Synchronsprecher für Andy in Winx Club. Von 2012 bis 2013 folgte als Cash Gallagher eine Hauptrolle in der kurzlebigen Serie Malibu Country. Weitere Seriennebenrollen verbuchte Prentice etwa mit Awkward – Mein sogenanntes Leben, Those Who Can’t (jeweils 2016) und in Preacher (2017). Im selben Jahr übernahm er darüber hinaus als Bryce Walker eine Hauptrolle in der Netflix-Serie Tote Mädchen lügen nicht.

## Filmografie (Auswahl)
- 2010: Criminal Minds (Fernsehserie, Episode 5x13)
- 2010: Melissa & Joey (Fernsehserie, Episode 1x10)
- 2010: The Middle (Fernsehserie, Episode 2x06)
- 2011: Victorious (Fernsehserie, Episode 1x16)
- 2011: Terri
- 2011: ICarly (Fernsehserie, 2 Episoden)
- 2011: Suburgatory (Fernsehserie, Episode 1x02)
- 2011–2012: Winx Club (Fernsehserie, 8 Episoden)
- 2012: Me Again
- 2012–2013: Malibu Country (Fernsehserie, 18 Episoden)
- 2013: Die Legende von Korra (The Legend of Korra, Fernsehserie, 2 Episoden (Stimme))
- 2014: Navy CIS (NCIS, Fernsehserie, Episode 11x21)
- 2015: Glee (Fernsehserie, 2 Episoden)
- 2015: Navy CIS: New Orleans (NCIS: New Orleans, Fernsehserie, Episode 1x21)
- 2015: Castle (Fernsehserie, Episode 8x03)
- 2015: The Mindy Project (Fernsehserie, Episode 4x06)
- 2015: CSI: Cyber (Fernsehserie, Episode 2x09)
- 2015–2016: iZombie (Fernsehserie, 2 Episoden)
- 2016: Awkward – Mein sogenanntes Leben (Awkward, Fernsehserie, 5 Episoden)
- 2016: Those Who Can’t (Fernsehserie, 4 Episoden)
- 2017: Preacher (Fernsehserie, 3 Episoden)
- 2017–2020: Tote Mädchen lügen nicht (13 Reasons Why, Fernsehserie, 49 Episoden)